# Kawalga, Aland
Kawalga là một làng thuộc tehsil Aland, huyện Gulbarga, bang Karnataka, Ấn Độ.